# 평양소공주

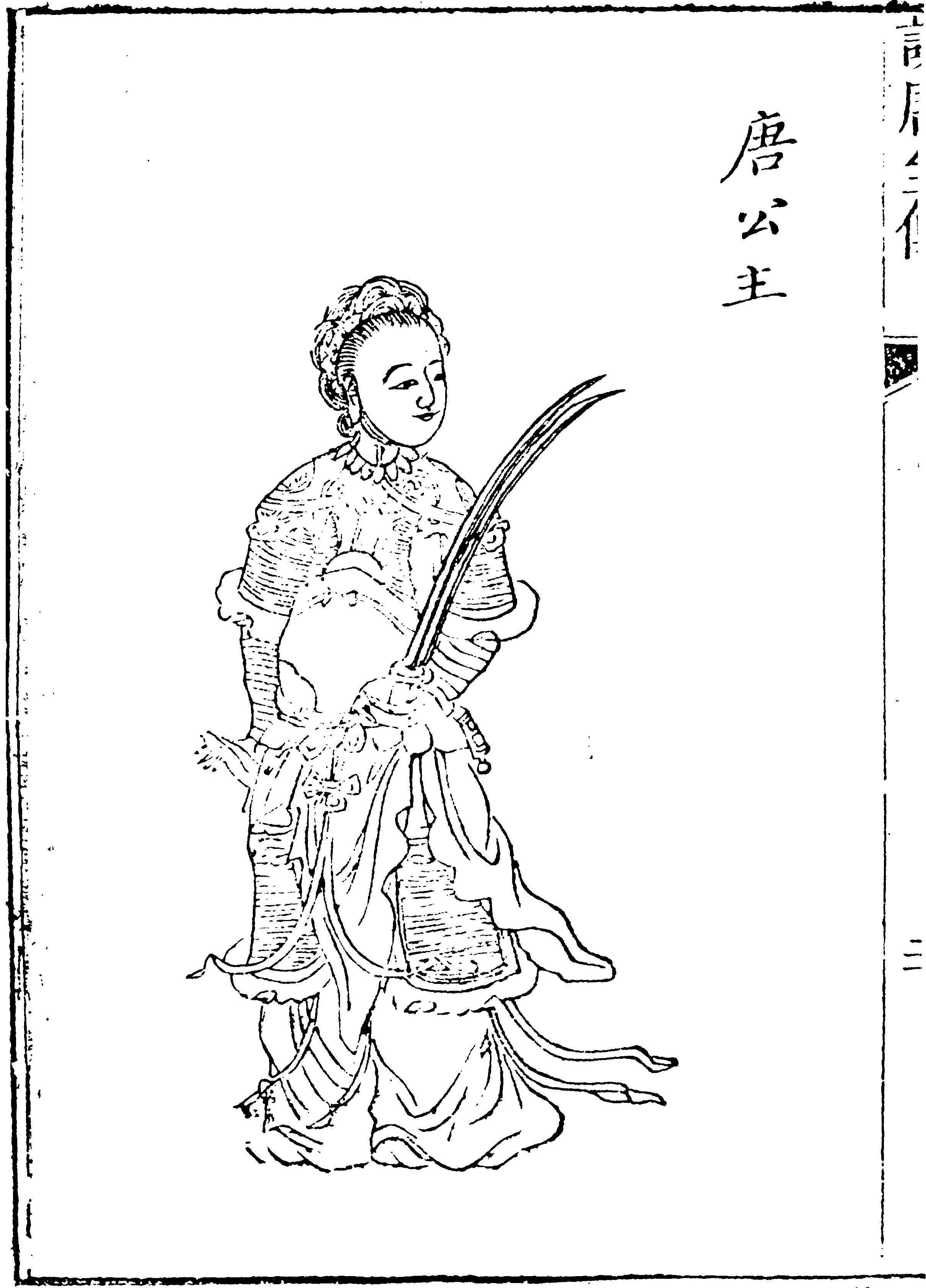
평양공주

평양공주(平陽公主, ? ~ 623년)는 중국 당 고조의 셋째 딸이다. 본명은 알려지지 않았으며 시호가 소(昭)이기에 평양소공주라고 불린다.

## 생애
태목황후의 유일한 딸로 태어났으며, 성인이 된 후 시소에게 시집갔다.
617년(대업 13년) 아버지 이연이 태원에서 기병했을 때 남편과 함께 장안에 있었는데 남편은 샛길을 통해 태원(太原)에 가게 하고 공주는 호현(鄠縣)으로 이동했다. 이후 사재를 털어 병사 수백을 모아 아버지를 도왔다. 하반인(何潘仁)이 사죽원(司竹園)에서 총관을 칭하자 공주는 가노 마삼보(馬三寶)를 파견해 무찌르고 호현을 공격했다. 이후 무공(武功)·주질(盩厔)·시평(始平)을 경략한 뒤 이중문(李仲文)·상선지(向善誌)·구사리(丘師利) 등을 연이어 격파했다. 부중에서 법을 준수할 것을 맹세하게 하고 약탈을 금하자 관중 인근에서 공주를 따르는 자가 줄을 이었고 병사는 7만에 달했다고 한다. 이연이 이끄는 군대가 황하를 건너자 공주도 위북에서 이세민의 군대와 합류했다. 시소도 합류하여 공주는 시소와 함께 막부를 설치해 장안을 평정했다. 이때 공주가 이끄는 부대를 낭자군(娘子軍)이라고 불렀다고 한다. 618년(의녕 2년) 이연이 수 공제의 양위를 받아 당나라를 세우자 황제가 된 아버지에 의해 평양공주에 봉해졌다.
623년(무덕 6년) 서거했다. 공주의 장례식을 치를 때 고조는 우보(羽葆)·고취(鼓吹)·대로(大路)·휘당(麾幢)·호분(虎賁)·갑졸(甲卒)·반검(班劍)의 예를 추가하도록 했다. 공주의 장례를 담당하는 태상은 "예부터 부인의 장례에 고취의 예를 갖춘 적이 없었습니다"라며 반대했지만 고조는 "고취는 군악이다. 공주의 몸으로 꽹과리와 북을 쥐고 군명에 참배한 이가 있었는가. 고취의 예를 취하는 것이 가히 적합하다"라며 듣지 않았다.
슬하에 시철위(柴哲威)와 시령무(柴令武), 두 아들을 두었다.